# World Sports Festival

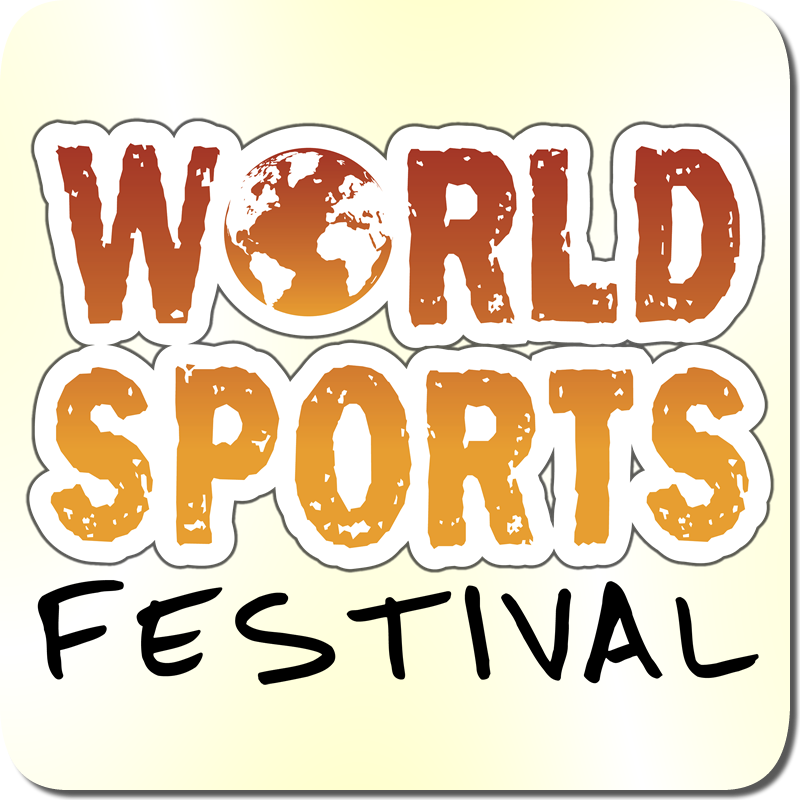
WSF-Logo

Das World Sports Festival (WSF) ist ein viertägiges internationales Jugendsport-Turnier, das jährlich in Wien und Niederösterreich stattfindet. Unter der Schirmherrschaft der UNESCO messen sich junge Athleten aus allen Teilen der Welt im sportlichen Wettkampf und leisten dabei einen aktiven Beitrag zur Völkerverständigung. Neben der UNESCO ist seit 2012 auch die Unicef als Bildungspartner mit an Bord.
Das Motto des Festivals lautet „Sports for a better world!“

## Hintergrund

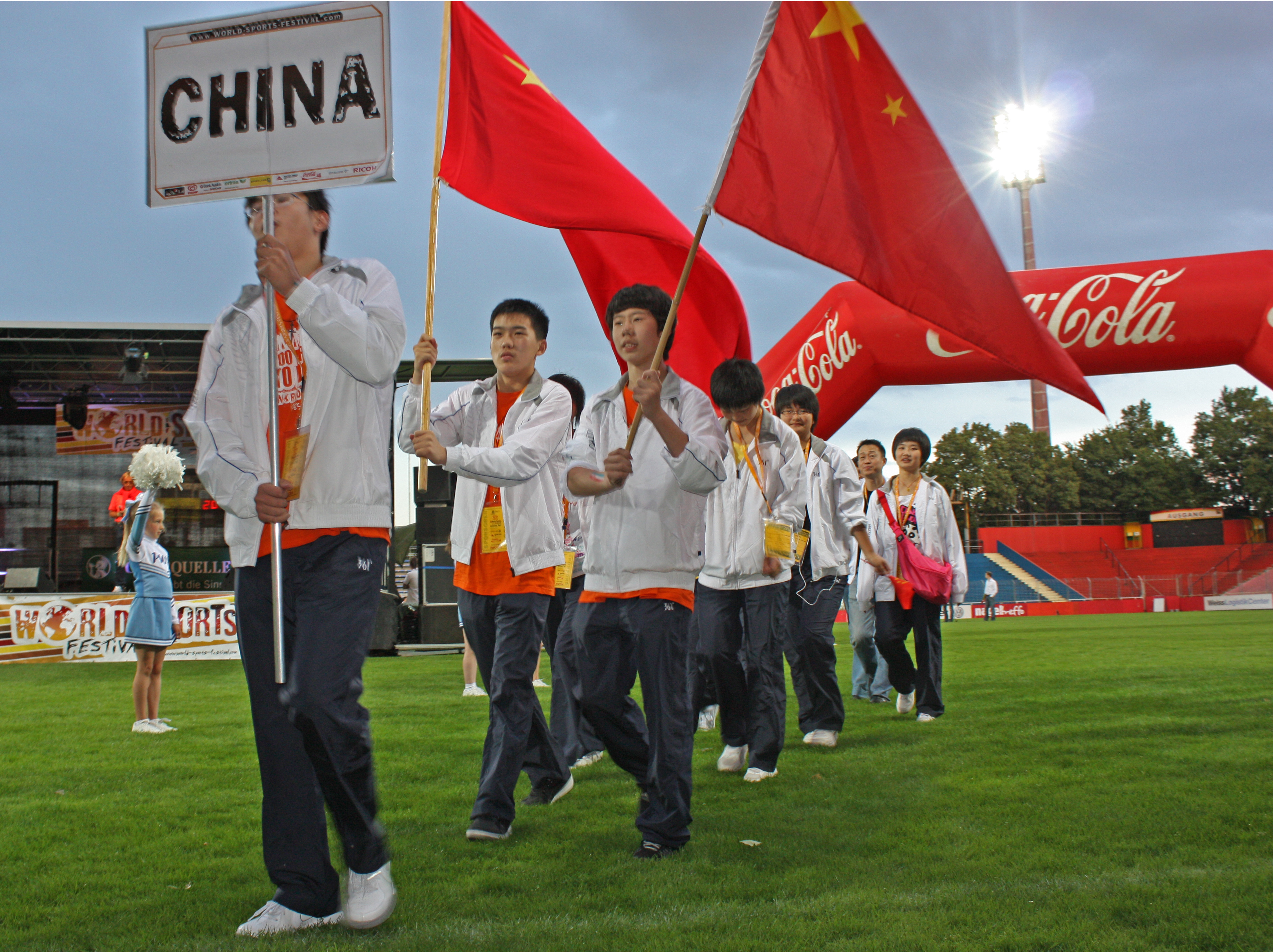
March of Nations

Beim World Sports Festival messen sich Sportler im Alter von 11 bis 21 Jahren in Mannschafts- und Einzelsportarten. Im Vordergrund des Turniers stehen neben den sportlichen Herausforderungen auch die völkerverbindende Komponente und die Bildung internationaler Freundschaften zwischen den Teilnehmern. Fairness, Gemeinschaftssinn, Offenheit und neue Horizonte entdecken sind die Schwerpunkte der Veranstaltung.

## Geschichte
Seit 2007 findet das Ereignis in Wien und Niederösterreich statt. Im Jahr 2008 wurde das World Sports Festival mit dem Austrian Event Award in Gold prämiert, konnte seit seinem Bestehen rund 15.000 Teilnehmer begrüßen und ist so zu einem der größten Jugendsportevents in Europa geworden.
Seit Bestehen begleiten viele namhafte Sportgrößen die amerikanischen Delegationen als All Star Head Coaches. So besuchten unter anderem olympische Medaillengewinner wie Tiffany Milbrett (US Fußball Frauen, Goldmedaille Atlanta 96 und Silber-Medaille Sydney 2000), Laura Berg (Softball Goldmedaille 1996, 2000 und 2004 bzw. Silber-Medaille 2008), Kirsty Coventry (Schwimmen Goldmedaille 2004), Lenny Krayzelburg (Schwimmen Goldmedaille 2000 und 2004), Rulon Gardner (Ringen Goldmedaille 2000 und Bronzemedaille 2004) sowie weitere Weltmeister und anerkannte Sportler das World Sports Festival.
2012 fand das World Sports Festival, welches auch unter dem Namen Youth Friendship Games Austria im Amerikanischen Raum bekannt ist, vom 5. bis 8. Juli statt. 2500 Athleten aus 26 Nationen nahmen in den Sportarten Fußball, Basketball, Schwimmen, Volleyball, Tennis, Bowling, Ringen, American Football, Tischtennis, Racketlon, Badminton, Squash und American Football teil.
Die Herkunft der teilnehmenden Nationen verteilt sich über vier Kontinente von Europa über Asien und Nordamerika bis Afrika.
Österreichische Sportgrößen wie Toni Polster, Schwimm-Europameister Maxim Podoprigora, Radweltmeister Franz Stocher oder Beachvolleyball Pionier Oliver Stamm unterstützen als „WSF-Botschafter“ das Festival ebenso wie Superbowl Sieger Derrick Mayes aus den Vereinigten Staaten.

## Ablauf

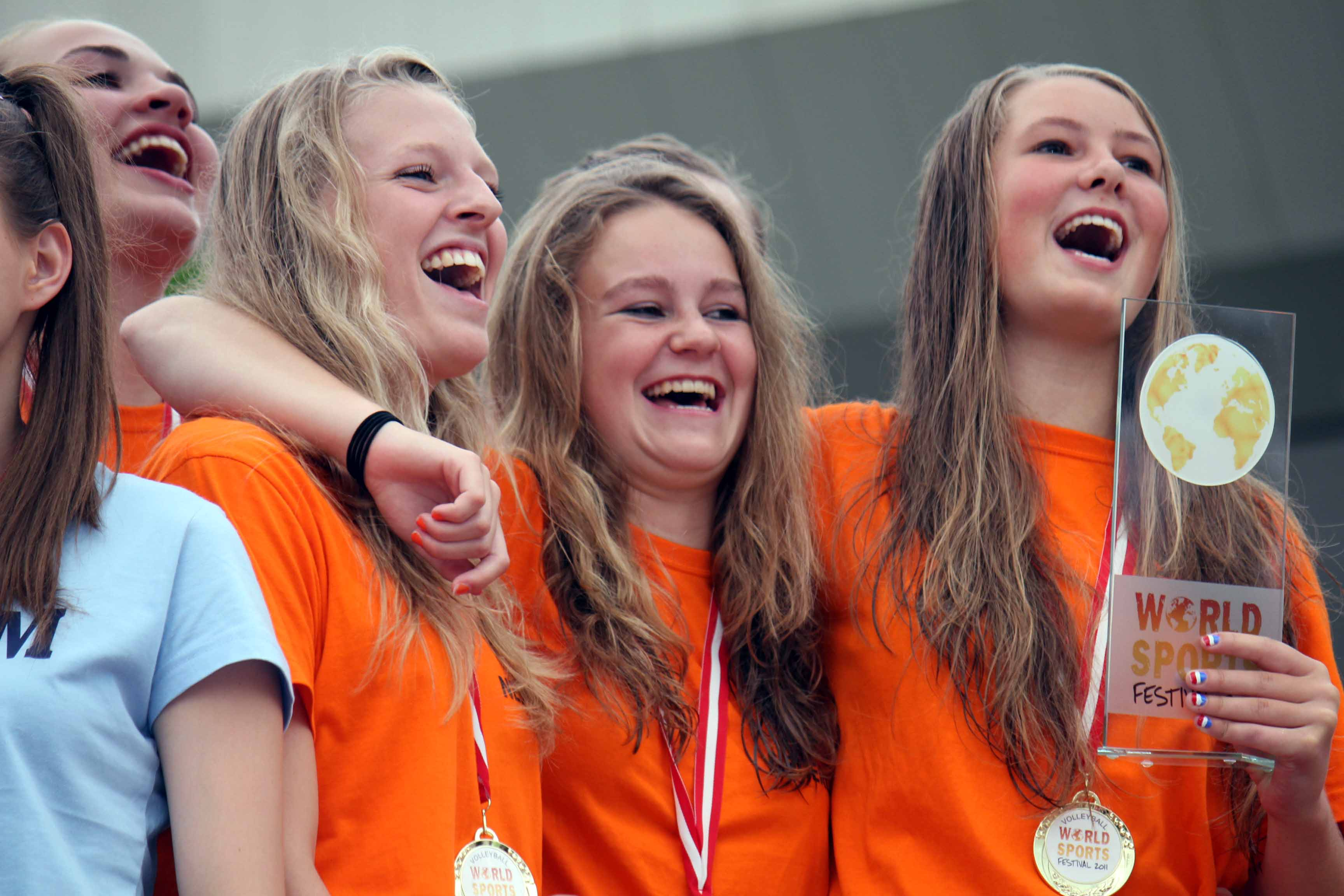
Siegerehrung 2011

Das Festival erstreckt sich über einen Zeitraum von vier Tagen und findet jährlich Anfang Juli statt. Am ersten Tag erfolgt die Registrierung der Teilnehmer und ein gemeinsames erstes Treffen am Abend in der Players Town – dem sozialen Zentrum des Geschehens im Eventhotel Pyramide in Vösendorf, am darauffolgenden Tag finden die Vorrundenspiele sowie die Opening Ceremony inklusive Einmarsch der Nationen statt. Der dritte Tag widmet sich den Turnieren, am letzten Tag werden die Finalspiele ausgetragen und die Sieger gekürt.

## Zielgruppe
Grundsätzlich sind die Bewerber des World Sports Festival im Breitensportsegment angesiedelt. Die Teilnehmer kommen zum großen Teil aus dem Vereinswesen, des Weiteren sorgen Individualsportler ohne Vereinsangehörigkeit und Schulklassen für ein breit gefächertes Leistungsniveau.